# Godless Savage Garden
Godless Savage Garden è un EP della Symphonic black metal band Dimmu Borgir contenente: 2 inediti, 3 tracce dal vivo, 1 cover e 2 brani ri-registrati risalenti al primo album For all tid del 1994.

## Tracce
1. Moonchild Domain - 5:20
2. Hunnerkongens Sorgsvarte Ferd Over Steppene - 2:56 (For all tid)
3. Chaos Without Prophecy - 7:10
4. Raabjørn Speiler Draugheimens Skodde - 4:48 (For all tid)
5. Metal Heart - 4:27 (Accept cover)
6. Stormblast - 4:56 (live)
7. Master Of Disharmony - 4:20 (live)
8. In Death's Embrace - 6:00 (live)

Bonus Tracks:
Spellbound (by the Devil) (live)
Mourning Palace (live)

## Formazione
- Shagrath - voce
- Erkekjetter Silenoz - chitarra
- Astennu - chitarra (6, 7, 8)
- Nagash - basso
- Tjodalv - batteria
- Stian Aarstad - tastiere e pianoforte (1, 2, 3, 4, 5)
- Mustis - tastiere e pianoforte (6, 7, 8)